# سال‌های ابری (مجموعه تلویزیونی)
سال‌های ابری مجموعه تلویزیونی ایرانی به کارگردانی مهدی کرم‌پور محصول سال ۱۳۹۳ است.

## داستان
زندگی حسین سالار از روزی به هم می‌ریزد که جاسم، پرده از سال‌های ابری ذهن سالار برمی‌دارد. دیری نمی‌گذرد که سالار می‌فهمد این فقط بخشی از هجمه بزرگی است که کیان زندگی او را هدف گرفته و او باید تصمیمی بزرگ بگیرد. مصالحه با مهاجمان، یا آغاز مبارزه برای اثبات شرافتی که سال‌ها برای آن تلاش کرده‌است.